# چیویداله دل فریولی
چیویداله دل فریولی (به ایتالیایی: Cividale del Friuli) یک کومونه در ایتالیا است که در استان اودینه واقع شده‌است.

## خصوصیات
چیویداله دل فریولی ۵۰ کیلومترمربع مساحت و ۱۱٬۵۴۷ نفر جمعیت دارد و ۱۳۵ متر بالاتر از سطح دریا واقع شده‌است.